# Škotski red u Hrvatskoj
Škotski obred (puni naziv Drevni i prihvaćeni škotski obred) jedan je od najzastupljenjih masonskih obreda u Hrvatskoj. Djeluje pri nekoliko hrvatskih velikih loža neovisno jedan od drugog.

## Povijest
Slobodno zidarstvo u Hrvatskoj svoj nastanak i prvi procvat doživljava u vrijeme Draškovićeve opservancije, izvornog i samostalnog sustava koji je nastao u drugoj polovici 18. stoljeća. Pojedini su članovi različitih loža već tada imali više stupnjeve. Tako je grof Ivan Drašković, veliki majstor prve velike lože u Hrvatskoj, imao šesti stupanj, a možda čak i sedmi stupanj. Član lože "Zur wahren Eintracht" u Beču i gubernator Galicije, grof Josip Brigido, imao je 1782. godine najviši škotski stupanj. Njegov brat, ljubljanski nadbiskup Ivan Michael pl. Brigido bio je član Lože "Velikodušnost" u Budimu, u kojoj je radio i zagrebački biskup Maksimilijan Vrhovac, pa su obojica bili nosioci najviših škotskih stupnjeva. Grof Stjepan Niczky najvjerojatnije je imao peti ili šesti stupanj. Braća Erdődy, grof Ladislav i grof Ludvik, članovi Lože "Savršeni savez" u Varaždinu (1772.) dobili su drugi škotski stupanj.
Između dva svjetska rata na Balkanu su pored plavih loža radile i lože na višim stupnjevima Škotskog reda. Vrhovno vijeće Drevnog i prihvaćenog škotskog obreda Srbije osnovano je i posvećeno 10. svibnja 1912. godine u Beogradu, Kraljevina Srbija. Svjetlo je uneseno iz Grčke. Od deset članova tadašnjeg Vrhovnog vijeća dva su slobodna zidara bila iz hrvatskih plavih loža, i to Dimitrije Mijalković iz Lože "Budnost" u Osijeku i Petar Šreplović iz Lože "Hrvatska vila" iz Zagreba koji se kasnije afilirao u beogradsku Ložu "Pobratim". U narednim godinama visoke stupnjeve Škotskog obreda dobili su i neki hrvatski slobodni zidari: Hinko Hinković, Ante Tresić Pavičić, Adolf Mihalić, Aleksandar Šmit, Franjo Hanaman i Vladimir Katičić.
Uspostavom Velike lože Srba, Hrvata i Slovenaca "Jugoslavija" 1919. godine uspostavljen je i Vrhovni savjet starog i prihvaćenog škotskog reda Srba, Hrvata i Slovenaca. Katičić je 1932. godine u Zagrebu utemeljio Radionicu na četvrtom stupnju "Pravednost". Članovi ove radionice objavila su knjigu slobodnozidarskih radova Rad na surovom kamenu. U ateljeu ove radionice u Zagrebu radilo je četrdesetoro masona.
Nekoliko današnjih hrvatskih slobodnih zidara postali su članovi Škotskog reda u inozemstvu u osamdesetim godinama 20. stoljeća.

## Vrhovna vijeća
Velika loža upravlja simboličkim stupnjevima plave lože (učenik, pomoćnik i majstor) te delegira upravljanje visokim stupnjevima temeljem potpisanog konkordata. U Škotskom obredu središnja vlast (ekvivalent velikoj loži) naziva se Vrhovno vijeće (engl. Supreme Council). Ova vijeća delegirana su od najmanje tri hrvatske velike lože.

### Velika loža Hrvatske
Velika loža Hrvatske (VLH), jedina regularna velika loža u Hrvatskoj, upravlja simboličkim stupnjevima plave lože koji se rade po Schröderovom obredu. Upravljanje visokim stupnjevima Škotskog obreda delegirano je na Vrhovno vijeće Drevnog i prihvaćenog škotskog obreda za Hrvatsku. Ovaj vrhovni savjet je uspostavljen 22. ožujka 2003. godine uz pomoć Vrhovnog vijeća Slovenije. U Zagrebu je 5. studenoga 2002. osnovana udruga Drevni i prihvaćeni škotski obred za Hrvatsku koja preuzima administraciju Vrhovnog vijeća.
Vrhovno vijeće je član Europske konfederacije vrhovnih vijeća (engl. European Confederation of Supreme Councils).

### Velika nacionalna loža Hrvatske
Velika nacionalna loža Hrvatske (VNLH) upravlja simboličkim stupnjevima plave lože koji se rade po Škotskom obredu. Upravljanje visokim stupnjevima delegirano je na Vrhovni savjet Hrvatske 33. i posljednjeg stupnja Drevnog i prihvaćenog škotskog obreda. Ovaj vrhovni savjet je osnovan u Rimu 24. studenoga 2017. godine dekretom Vrhovnog vijeća Italije (Velika loža Italije), a tri dana kasnije, 27. studenoga, je odobren. Svečana dodjela Dekreta obavljena je u Rimu 16. ožujka 2018. godine.
Vrhovni savjet Hrvatske je jedan od supotpisnika Velika univerzalna povelja o visokim škotskim stupnjevima (fran. Grande Charte Universelle des Hauts Grades Ecossais; engl. Universal Grand Charter of the Higher Scottish Degrees) koju je 14. prosinca 2019. godine potpisao 31 vrhovni savjet iz Europe, Amerike te sjeverne Afrike. Potpisnici će se međusobno priznavati zadržavajući punu suverenost. Među potpisnicima su vrhovni savjeti pri Velikom orijentu Francuske, Velikoj loži Italije, Velikoj ženskoj loži Francuske, Međunarodnom redu Le Droit Humain i dr.
Ovaj vrhovni savjet nije zadužen samo za Hrvatsku, već i za širenje Škotskog obreda na području jugoistočne Europe.

### Velika simbolička loža Hrvatske
Velika simbolička loža Hrvatske (VSLH) upravlja simboličkim stupnjevima plave lože koji se rade po Škotskom obredu. Upravljanje visokim stupnjevima delegirano je na Vrhovni savjet Hrvatske 33. i posljednjeg stupnja Drevnog i prihvaćenog škotskog obreda. Ovaj vrhovni savjet je uspostavljen 15. travnja 2019. godine.

### Veliki orijent Hrvatske
Veliki orijent Hrvatske (VOH) je upravljao simboličkim stupnjevima plave lože koji su se radili po Škotskom obredu. Upravljanje visokim stupnjevima bilo je delegirano na Vrhovno vijeće 33° i posljednjeg stupnja Drevnog i priznatog škotskog reda slobodnih zidara Hrvatske. Ovo vrhovno vijeće je osnovano 2. svibnja 2017. godine, a ubrzo je i upisano kao udruga pod istoimenim nazivom u Registar udruga RH. Veliki zapovjednik od 2017. do 2020. godine bio je Zoran Vojnić Tunić. Financijska agencija (FINA) je u ožujku 2021. godine predložila stečaj Vrhovnog vijeća 33° jer ima 17.505 kuna nepodmirenih obveza i to nakon 300 dana neprekidne blokade bankovnog računa. Novinar Boris Dežulović je ovo ocijenijo kao još nešto što su Hrvati u stanju upropastiti. Vrhovno vijeće 33° prestalo je postojati kao udruga 9. rujna 2021. godine.
Veliki orijent Hrvatske u svibnju 2021. godine mijenja naziv u Velika regularna loža Hrvatske.

## Vanjske poveznice
- Vrhovni savjet za Hrvatsku, Velika nacionalna loža Hrvatske